# Søren Kierkegaard
Søren Aabye Kierkegaard (Deens: [sɶːɐn ˈkʰiɐ̯ɡ̊əɡ̊ɒːˀ]; Kopenhagen, 5 mei 1813 – aldaar, 11 november 1855) was een 19e-eeuws Deens filosoof, protestants theoloog en cultuurcriticus. Omdat hij in zijn filosofisch werk het belang van persoonlijke keuzes en betrokkenheid benadrukt, wordt Kierkegaard vaak gezien als de wegbereider of eerste vertegenwoordiger van het existentialisme.
Kierkegaards denken wordt gekenmerkt door een unieke complexiteit vanwege zijn anti-systematische en vaak literaire benadering van de filosofie. Veel van zijn filosofische en theologische werken publiceerde hij bijvoorbeeld onder verschillende pseudoniemen en elk van deze "auteurs" schreven vanuit een ander filosofisch standpunt. Deze techniek stelde Kierkegaard in staat om verschillende manieren van denken en leven voor te stellen die overeenkwamen met zijn drie fasen van existentie: esthetisch, ethisch en religieus.
Deze indirecte en ironische stijl van schrijven stelde wetenschappers voor een probleem wanneer ze Kierkegaards definitieve visie op de dingen wilden achterhalen. Kierkegaard zocht deze dubbelzinnigheid echter bewust op, omdat hij wilde dat zijn lezers zelf keuzes zouden maken in plaats van zich te richten naar universele wetten of voorschriften van religieuze instituten. Hij schreef zijn lezers dus niets voor, en vertrouwde erop dat zij de waarde van zijn ideeën voor hun eigen leven zouden bepalen.

## Levensloop

### Opvoeding en studie
Søren Kierkegaard was het zevende kind uit het huwelijk van Michael Kierkegaard en diens tweede vrouw Ane Sørensdatter Lund, beiden afkomstig uit Jutse families. Vader Michael, een notabele die zijn eerste vrouw aan een longontsteking had verloren, was een streng godsdienstig man. Ooit had hij als herdersjongen op de heide van Jutland God vervloekt, een daad die zijn geweten zijn verdere leven bleef achtervolgen. Kierkegaard werd sterk door zijn zwaarmoedigheid beïnvloed.
Kierkegaard viel op school op doordat hij zich zowel een scherpzinnig denker als een clown betoonde. Hij maakte plichtsgetrouw zijn huiswerk, kon fel debatteren (vaak met een geestige ondertoon), maar vrienden maakte hij niet. Opvallend was dat hij wel goed was in Latijn, maar niet in Deens, een taal waarvan hij een van de latere vernieuwers en autoriteiten is geworden.
In oktober 1830 begon Kierkegaard zijn studie theologie aan de Universiteit van Kopenhagen, nadat hij cum laude door de toelatingsexamens heen was gekomen. Hij toonde interesse in meerdere disciplines en kon zijn grenzeloze nieuwsgierigheid bevredigen in met name de filosofie. De filosofieprofessoren F.C. Sibbern en Poul Martin Møller (een criticus van Hegel) oefenden grote invloed uit op de student, die zich tevens graag mocht mengen in de polemische en anderszins uitdagende wereld van de studentenvereniging. In deze tijd begon hij ook met zijn eerste beschouwende publicaties, onder andere over de vrouw en de persvrijheid. In juli 1840 rondde Kierkegaard zijn basisstudie af. Op 29 september 1841 verdedigde hij zijn proefschrift Om Begrebet Ironi ("Over het begrip ironie") en behaalde daarmee de titel van magister, vergelijkbaar met de doctorstitel.

### Verloving

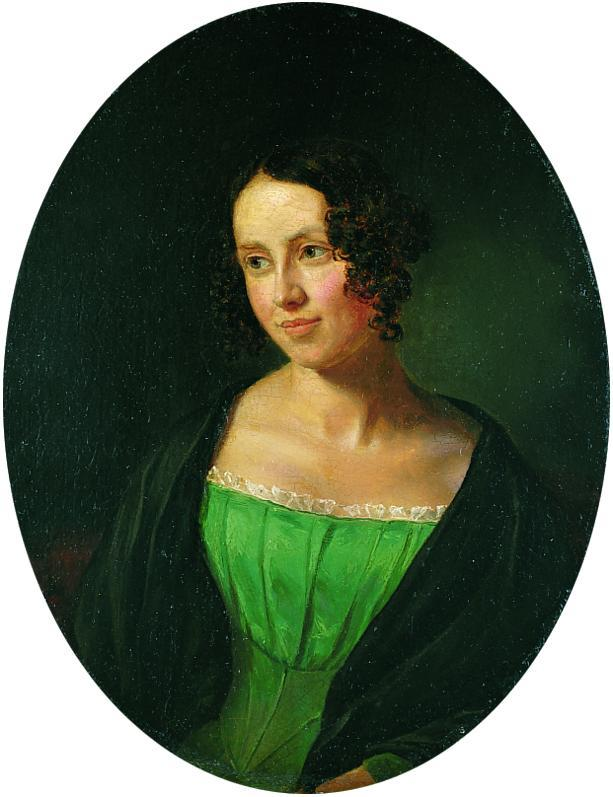
Regine Olsen, schilderij door Emilius Ditlev Bærentzen, 1840

Tijdens zijn studie (1837) had hij de negen jaar jongere Regine Olsen leren kennen. Kort na zijn afstuderen zocht Kierkegaard haar op in haar ouderlijk huis. Dit bezoek resulteerde in een verloving, die Kierkegaard na een jaar verbrak. Volledige helderheid omtrent zijn motieven hiervoor is er niet, maar uit diverse dagboeknotities spreekt zijn diepe overtuiging haar nooit gelukkig te kunnen maken. Regine trouwde een aantal jaar later met een andere man; Kierkegaard koos voor het schrijverschap in eenzaamheid. In zijn belevingswereld en dagboeknotities bleef Regine echter de rest van zijn leven een grote, welhaast mythologische rol spelen. Tot zijn dood aan toe was Kierkegaard haar - emotioneel - trouw. Dit blijkt ook uit het feit dat zij de enige erfgenaam was.

### Grote doorbraak: 1842-1846

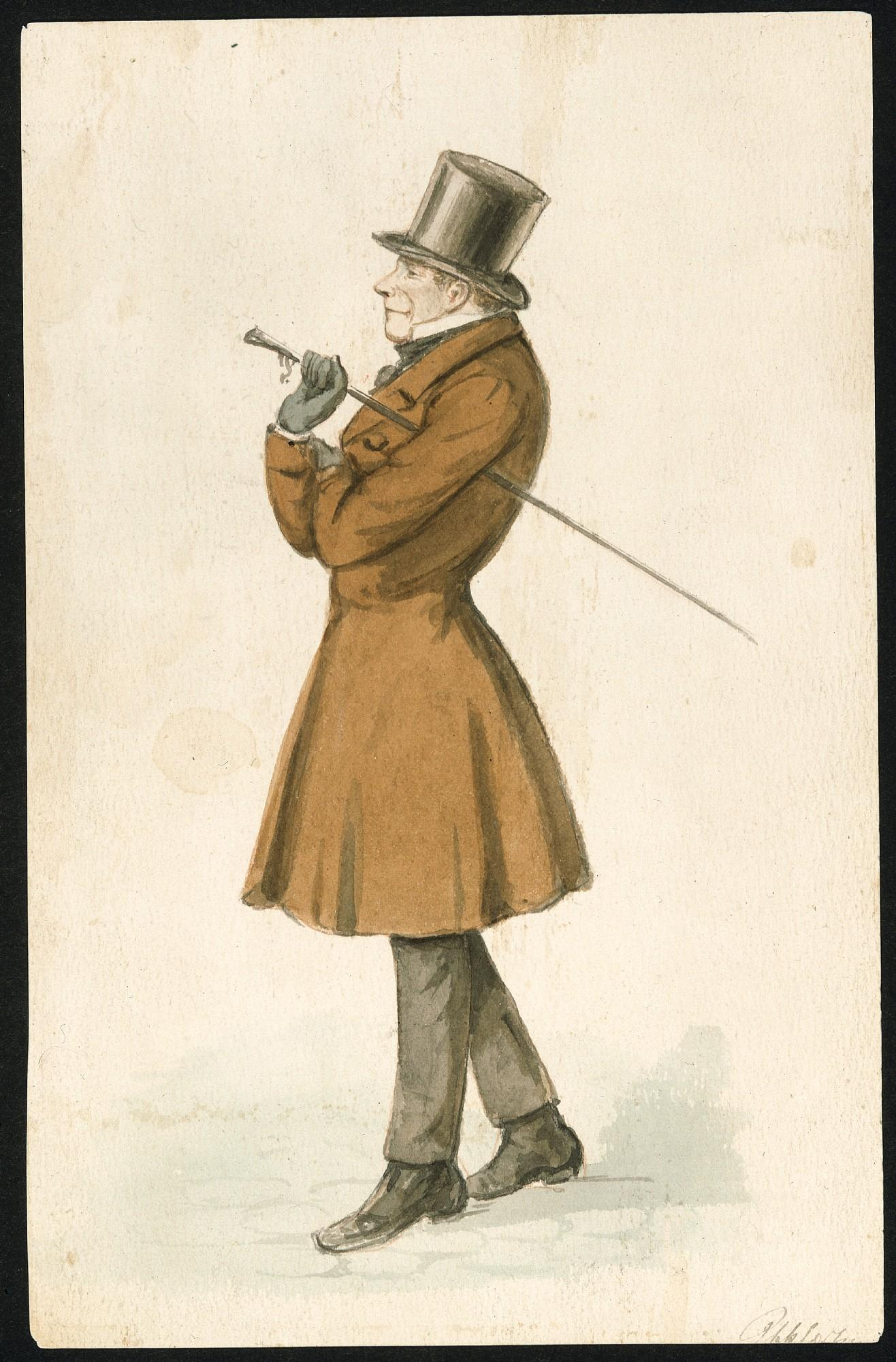
Søren Kierkegaard door P.C. Klæstrup ca. 1845.

De periode 1842-1846 wordt als Kierkegaards filosofische doorbraak gezien. In 1841 was hij naar Berlijn getrokken om colleges te volgen (onder andere bij de beroemde filosoof Friedrich Schelling, die hem echter volledig teleurstelde) en een nieuw leven te beginnen, ver weg van het toen kleinsteedse Kopenhagen. Men bedenke dat het verbreken van een verloving destijds gold als een echtscheiding; in Kopenhagen was het een schande. In Berlijn vonden de voorbereidingen plaats voor een van zijn bekendste werken: Enten-Eller ("Of-of"). Dit werk, dat verschillende delen bevat die onder meerdere pseudoniemen zijn geschreven, voltooide hij in 1842, terug in Kopenhagen. In snel tempo volgden andere geschriften die later bekend zijn geworden, zoals Vrees en beven, Stadia op de levensweg, Filosofische kruimels en Afsluitend onwetenschappelijk naschrift. De pseudonimiteit en het uitdagende karakter van zijn publicaties maakten hem tot een controversiële persoonlijkheid. In 1845 loofde het plaatselijke satirische tijdschrift Corsaren ("De Vrijbuiter") het werk van Kierkegaard (het gaat om de verdiensten van Victor Eremita, de pseudonieme uitgever van Enten-Eller in vergelijking met werk van anderen) in een recensie; Kierkegaard zelf was daar echter niet van gediend. Hij was toen zelf nog bezig met het Onwetenschappelijk naschrift, maar in 1846 nam hij de pen op en bond zelf onder pseudoniem de strijd aan met Corsaren. Het blad viel voor hem samen met de figuur P.L. Möller. Om deze figuur ging het Kierkegaard dan ook; uiteindelijk 'kreeg' hij hem. Aan het eind van de affaire kon Kierkegaard zich niet meer op straat vertonen zonder uitgejouwd te worden. P.L. Möller was, zoals een tijdgenoot (de bevriende uitgever van Corsaren, Goldschmidt) het zei, vernietigd.
Na 1846 ging Kierkegaard zich meer op stichtelijk-christelijke filosofie toeleggen. Hij stelde de in zijn ogen verwereldlijkte Deense staatskerk aan de kaak (waarbij hij onder andere in conflict raakte met zijn oudere broer, de theoloog Peter Kierkegaard). Ook kwam hij met levenslessen in boeken als Daden van naastenliefde, Oefening in christendom en De ziekte tot de dood, maar tevens in zijn vele dagboeknotities, die postuum zijn uitgegeven.
Hij ontmoette Regine Olsen nog twee keer, die inmiddels met Fritz Schlegel was getrouwd. Nog steeds bleek hij hevige gevoelens te hebben bij haar verschijning. In 1855 lanceerde Kierkegaard een eigen tijdschrift (Øjeblikket, "Het Ogenblik") waarin hij zich wederom met polemische beschouwingen tegenover het officiële christendom uitsprak.

### Levenseinde
Kierkegaard belandde in een literair zeer actieve periode, die hem mogelijk uitputte. Aan het eind van deze periode, toen hij openlijk de Kerk bekritiseerde, leefde hij steeds meer afgezonderd. Niet langer kon hij zich identificeren met zijn tijdgenoten, die de Kerk vaak zagen als Goddelijk gezag. Wel maakte Kierkegaard nog steeds kleine uitstapjes met het paard en wagen, maakte wandelingetjes of bezocht familie. Hij praatte echter over niets anders dan het verderf van de Kerk en had geen oor voor verhalen van anderen. Hij sprak vreemden op straat aan op hun gedrag en hun levensvisie en bekritiseerde het daarna vaak. Socrates stond er ook om bekend om mensen voor het blok te zetten en ze midden op straat vaak moeilijke stellingen voor te leggen. Door deze vergelijking werd Kierkegaard in deze tijd ook wel 'de Socrates van Kopenhagen' genoemd.
Op een van zijn kleine wandelingen zakte Kierkegaard plots in elkaar. Hij werd daarna thuis verzorgd door een dokter die hem sterk aanraadde naar het ziekenhuis te gaan. In het ziekenhuis beland, verslechterde Kierkegaards situatie snel: zijn eetlust verdween en hij sliep veel. In zijn heldere uren kreeg hij geregeld bezoek van familie. Hij weigerde echter zijn eigen broer te ontvangen omdat hij, zoals hij het zei, geen huichelarij naast zijn bed wilde hebben. Hij weigerde ook de bloemen die hij ontving in het water te zetten, want, zei hij, "Het lot van bloemen is open te gaan, hun geur te verspreiden en dan te sterven".
Op zijn sterfbed viel er een rust over Kierkegaard. Zijn bezoekers konden met hem praten en hij luisterde weer naar anderen. Hij bleef wel een eigenzinnig figuur en sprak veel met een oude vriend die hij veel ontving bij zijn sterfbed. Deze man, Emil Boesen, vroeg hem om nog een keer het Avondmaal te vieren voor hij overleed. Opnieuw weigerde Kierkegaard, omdat dit een instrument van de bureaucratische, winstbeluste Kerk zou zijn. Hij stuurde de dominee, die al in het ziekenhuis was, gewoon terug met het brood en de wijn. Hij vroeg zich ook af hoe hij begraven zou worden. Tegen zijn familie zei hij: "Of jullie mij vanuit de Kerk begraven of jullie doen het niet, van beide zullen jullie spijt krijgen".
Op datzelfde moment zat de Kerk met hetzelfde probleem. Als zij ervoor kozen hem buiten de kerk om te begraven gaven zij hem gelijk in zijn kritiek en zouden ze alles over één kam scheren. Hij had immers ook veel goeds betekend voor God en de christelijke Kerk. Zouden ze hem binnen de kerk, dus officieel, begraven dan ging dit tegen Kierkegaards veel gemaakte kritiek tegen deze bezigheden in. Kierkegaard genoot van deze tweestrijd en wist voor hij overleed nog niet hoe hij begraven zou worden. Corsaren maakte ook nog een laatste prent van Kierkegaard waarin hij te zien is als middelpunt van het universum, met het onderschrift 'De Grote Filosoof', dit keer gemeend en zo gaven ook zij hem de laatste eer.
Op 11 november 1855 stierf Kierkegaard in het ziekenhuis. Zijn broer Peter nam uiteindelijk de beslissing om hem een kerkelijke bijzetting te geven. Dit gebeurde in een van de voornaamste kerken van Kopenhagen. De kerk zat propvol en zelfs buiten stonden mensen om de denker zijn laatste eer te bewijzen. Vooral arme en simpele mensen die zijn boeken niet eens gelezen hadden kwamen om hem nog een keer te zien. Hoogopgeleiden waren niet aanwezig, met uitzondering van zijn broer Peter, aartsdiaken Tryde en een professor die hij persoonlijk had gekend, Rasmus Nielsen. Studenten waren wel veel aanwezig.

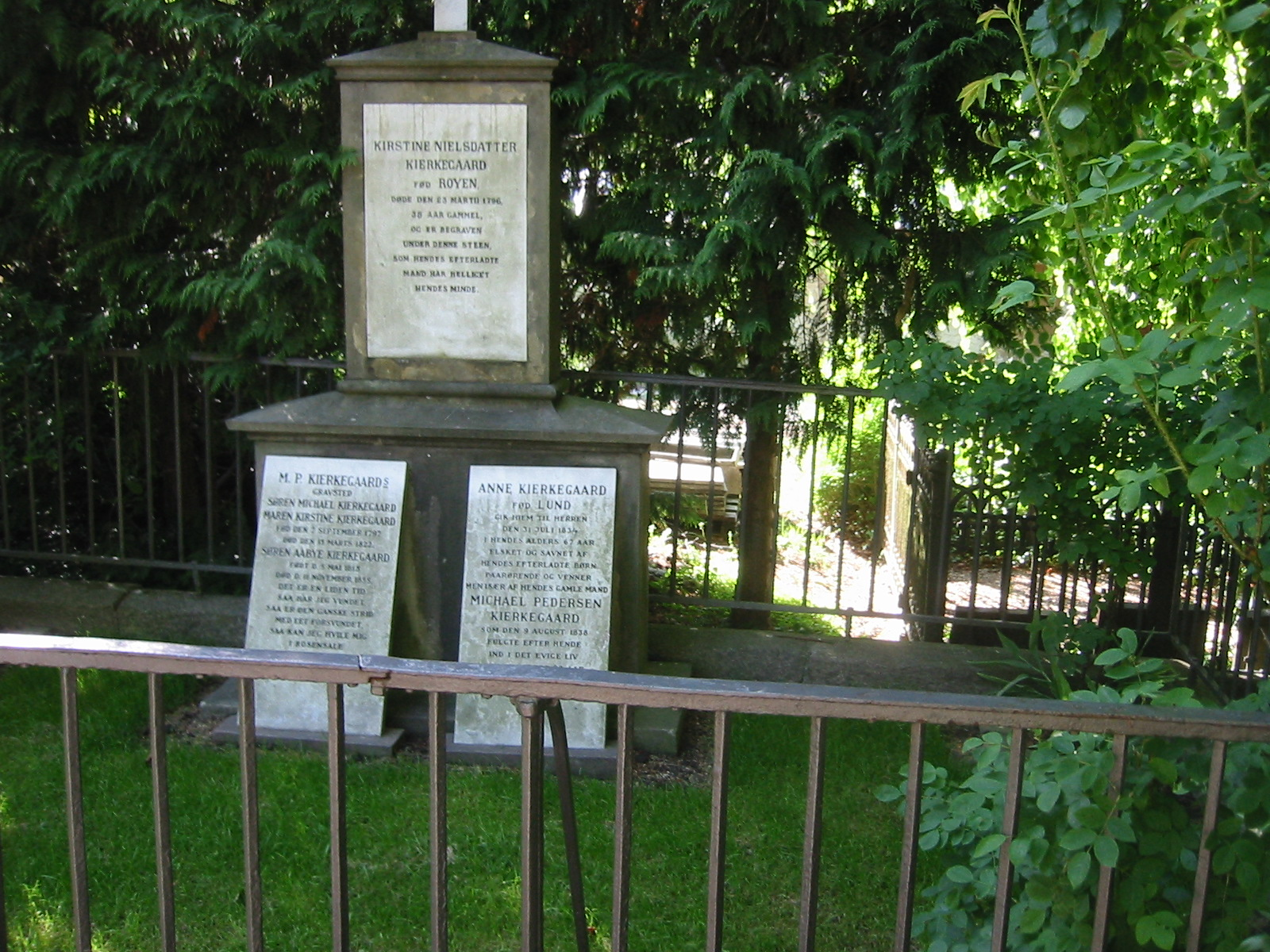
Kierkegaards graf in Assistens Kirkegård

Peter Christian hield de overdenking en zei hierin dat zijn broer herinnerd moest worden om zijn grote daden voor het christelijk geloof. Nooit was hij hiervan afgeweken en het was voor hem de absolute waarheid. Ze moesten verwondering hebben voor Kierkegaards werken maar hem tegelijkertijd vergeven dat hij aan het eind van zijn leven was gaan 'dwalen van de echte leer'. Dit verwees ongetwijfeld naar 'Het Ogenblik' en de literaire werken met commentaar op de Kerk. Veel anders kon Peter natuurlijk niet zeggen, met zijn Kerk aan zijn zijde en zijn eigen broer aan de andere kant.
Na de dienst, toen de kist al bijna in het graf werd neergelaten, nam een jonge arts, zijn neef Henrik Lund, nog het woord. Hij was verontwaardigd over het gedrag van de Kerk na het overlijden van zijn oom. Hij zei: "Deze man, die hier vandaag in stijl wordt begraven, alsof hij bij de Kerk hoorde, was tijdens zijn leven een van de vurigste tegenstanders van deze zelfde Kerk. Ik protesteer er daarom tegen, zowel in zijn als mijn eigen naam, dat men onze aanwezigheid hier beschouwt als een deelnemen aan de eredienst van 'het officiële christendom'. Hij is hier tegen zijn wil naartoe gebracht. Ik ben slechts gevolgd om dit feit te constateren. Noch hij noch ik zijn ooit bij een officiële christelijke handeling geweest, nadat we hadden ingezien wat dit officiële christendom inhield." Na deze korte toespraak werd er 'Bravo' geroepen en zelfs 'Weg met de dominees!' Zo werd Kierkegaard alsnog in zijn stijl begraven. (De dokter kreeg hierna van de Kerk een boete van 100 rijksdaalders en moest zijn excuus aanbieden.)
Op zijn grafsteen werd de volgende tekst, uitgekozen door Kierkegaard zelf, aangebracht:
Nog een korte tijd,
dan heb ik gewonnen,
dan is de hele strijd
in één keer verzwonden,
dan kan ik rusten gaan
in rozenzalen
en achter elkaar
met mijn Jezus praten.

## Filosofisch en religieus denken

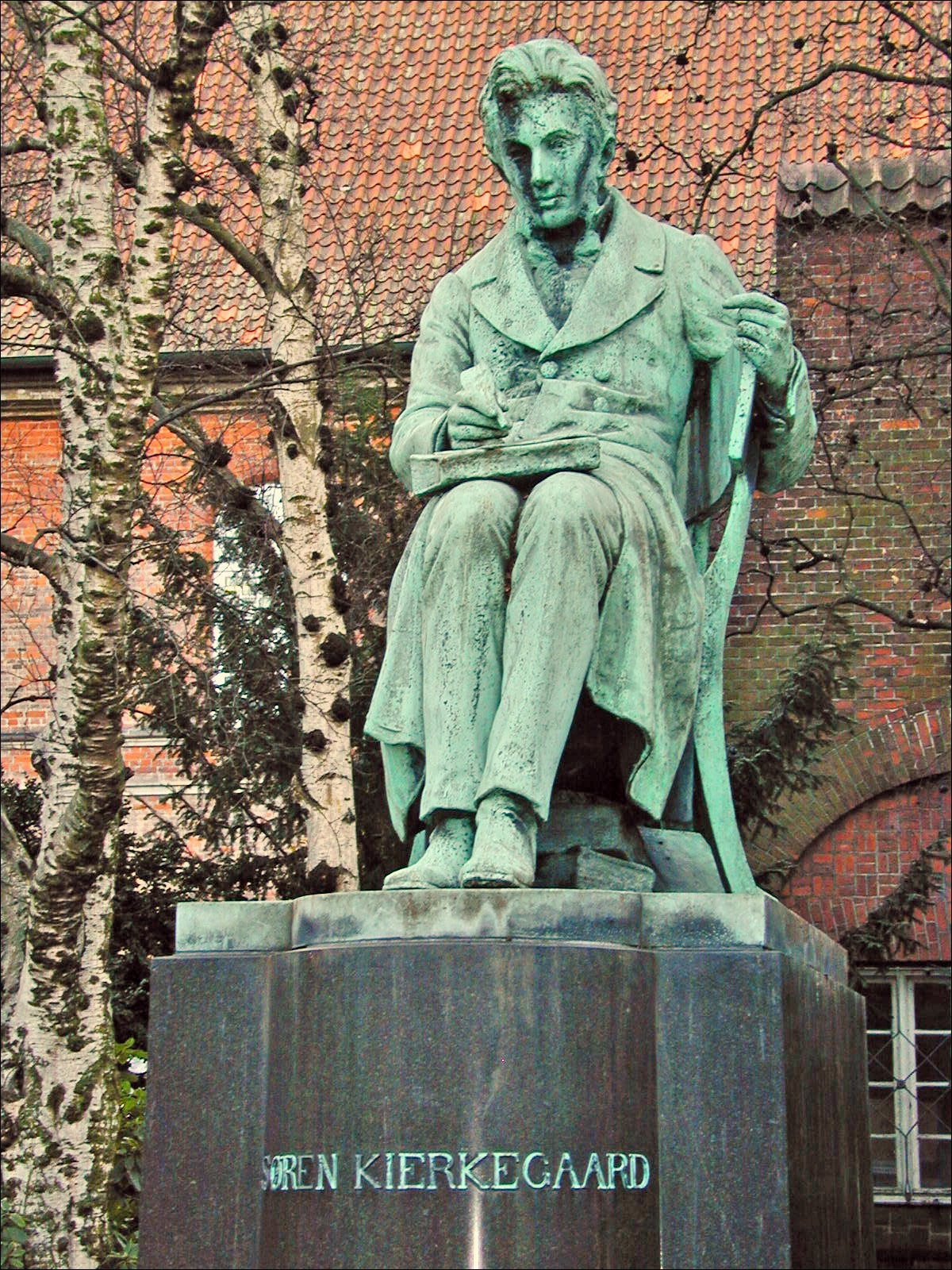
Standbeeld van Søren Kierkegaard in de tuin van de Koninklijke Bibliotheek te Kopenhagen

Kierkegaard neemt stelling tegen systeemdenkers van filosofen en tegen de Kerk, die hij beschouwt als een afgezwakte vorm van het ware christendom. Bij de filosofen moet vooral de toen aan universiteiten populaire Hegel het ontgelden, die zich verliest in speculatieve theorieën en volgens Kierkegaard de voor de mens meest fundamentele vraag negeert: Wat is het persoonlijk bestaan?

### Existentiële niveaus
Kierkegaard onderscheidt drie niveaus of stadia van individueel bestaan waarmee men een authentiek zelf wordt, namelijk het esthetische, ethische en religieuze niveau van leven. Naarmate het individu vordert doorheen deze stadia wordt hij zich steeds meer bewust van zijn relatie tot God. Dit besef leidt tot wanhoop als het individu zich de tegenstelling realiseert tussen het tijdelijke bestaan en de eeuwige waarheid:
1. Het esthetische leven is gewijd aan eigen interesse en plezier.[3] Zelfs degenen die verfijnd esthetisch genot nastreven, zoals kunstenaars, zijn in Kierkegaards visie zelfzuchtig omdat ze uiteindelijk niets hoger dan zichzelf achten. Ze zijn niet geïnteresseerd in iets dat hen overstijgt waardoor hun bestaan, of ze zich daar nu bewust van zijn of niet, zinloos en wanhopig is. Het is een eenzame en onverantwoorde keuze van leven.
2. In het tweede niveau, het ethische leven, maakt een persoon een authentieke keuze die een bepaalde richting geeft aan zijn leven. Het nastreven van ethische waarden en normen overstijgt nu de eigen onmiddellijke behoeften en verlangens. Het ethisch individu onderzoekt de eigen daden en neemt er ook de verantwoordelijkheid voor. Sommige onderzoekers beschrijven het ethische bij Kierkegaard als min of meer samenvallend met de sociale normen van een bepaalde groep of cultuur. Zelfontplooiing wordt in het ethisch stadium gericht op verbondenheid met de anderen.
3. Het derde, religieuze niveau van leven is bij Kierkegaard nauw verbonden met het ethische. Zowel ethiek als religie berusten immers op het zich bewust zijn van een hogere werkelijkheid die betekenis geeft aan de daden van het individu. Een bestaan op het religieuze niveau houdt echter een directe relatie met het eeuwige in, dat de rede met haar toewijding aan een aantal universele ethische normen overstijgt. Kierkegaard maakt in Afsluitend onwetenschappelijk naschrift onderscheid tussen  "Religiositeit A" en "Religiositeit B", waarbij de eerste vorm gesymboliseerd wordt door de figuur van Socrates met zijn passioneel streven naar zuivere waarheid en geweten, terwijl Religiositeit B als hoogste vervulling van menselijk bestaan de rede achter zich laat en begrip, zekerheid en vertrouwen vindt in het (christelijk) geloof. Het religieuze leven ontstaat uit de ethische fase, wanneer het individu de transcendente aard van ware idealen beseft, en inziet dat hij nog een lange weg heeft te gaan om deze idealen te realiseren.

Dit proces waardoor een individu een Zelf wordt, verloopt dus idealiter van het eerste naar het derde niveau. Omdat de mens in zijn ontwikkeling de vrijheid heeft om te kiezen, kan het echter zijn dat hij in een van deze fasen gefixeerd blijft. Een bijzonderheid van Kierkegaards 'literatuur' (zijn eigen term) is dat hij elk van deze levenswijzen laat vertegenwoordigen door een van de pseudonieme "auteurs" van zijn boeken. Daardoor is het voor onderzoekers allerminst duidelijk welke opvattingen er aan Kierkegaard zelf kunnen worden toegeschreven. Dit probleem van interpretatie stelt zich niet in andere, religieuze werken die hij onder eigen naam publiceerde.

### Existentiefilosofie
Kierkegaard wordt vaak aangehaald als de vader van de existentiefilosofie: Daarbinnen stelt men de individuele existentie van de mens, als uniek wezen die zichzelf moet scheppen, centraal. Kierkegaard was vooral een filosoof die zich bezon over de vraag op welke wijze een menselijk leven zou moeten worden geleefd. Met zijn nadruk op individu, keuzevrijheid en verantwoordelijkheid filosofeerde hij 'existentialistisch'. Reeds in zijn vroegste werk Of/Of uit 1843 stelde hij dat mensen kunnen kiezen om effectief te leven binnen een van de twee "levenssferen" die hij respectievelijk esthetisch en ethisch noemde. Hij oefende ook grote invloed uit op 20e-eeuwse denkers als Sartre en Camus, Buber en Levinas.

### Christendom
Kierkegaard beschouwde zichzelf vooral als een religieus dichter die zich had voorgenomen om zijn lezers te tonen wat het ware christendom (niet het instituut) inhield. Omdat het een openbaringsgodsdienst is, kan het ware christendom slechts bereikt worden door een "geloofssprong" waarbij de rede geen rol kan spelen. Kierkegaard wijst op de circulariteit van dit idee: de 'sprong naar het geloof' komt immers voort uit geloof.
Om het absolute te begrijpen, moet de geest zichzelf bevrijden van alle objectieve inhoud. Dit verlangen naar het absolute noemt Kierkegaard "Passie", het streven naar het transcendente dat de rede overstijgt. Voor Kierkegaard betekent het christelijk geloof geen blinde navolging van kerkelijke dogma's. Het is eerder een kwestie van een zeer persoonlijke, subjectieve passie zonder bemiddeling van religieuze instituten: alleen op deze manier krijgt een individu de kans om een waar Zelf te worden.

### Objectiviteit en subjectiviteit
Het eenvoudige schema van de drie levensfasen (zie hoger) wordt complexer in zijn Afsluitend onwetenschappelijk naschrift, waarin objectiviteit tegenover subjectiviteit wordt gesteld. Het belang van subjectiviteit is een van Kierkegaards terugkerende thema's. Het heeft te maken met de manier waarop mensen zichzelf zien in relatie tot (objectieve) waarheden. Ter afsluiting van Onwetenschappelijke Naschrift stelt hij: "subjectiviteit is de waarheid" en "waarheid is subjectiviteit." Wat hij bedoelt is dat in wezen de waarheid niet alleen een kwestie is van het ontdekken van objectieve feiten. Objectieve feiten zijn belangrijk, maar is er een tweede en meer cruciaal element van waarheid, dat ermee te maken heeft hoe men zichzelf ziet in relatie tot die objectieve feiten. Anders gezegd: belangrijker dan de feiten is hoe men handelt vanuit een eigen ethisch perspectief. Waarheid vindt het individu dus eerder in subjectiviteit dan in objectiviteit.
In religieuze zaken heeft waarheid volgens Kierkegaard niets te maken met het intellectueel instemmen met bepaalde stellingen, wel met gewilde betrokkenheid en overgave aan bepaalde idealen. Zij moet deel uitmaken van het leven van het individu, dat door de uitoefening van zijn wil die verbeelde mogelijkheid van deze waarheid consequent en gedisciplineerd nastreeft. (Zie het hoofdstuk over taal en denken.) Christus, zegt hij, stelt dat waarheid in geestelijke zin voor het leven is wat voedsel voor het lichaam is.

### Taal en denken
Volgens Kierkegaard vervreemdt de taal ons van de levende ervaring aangezien ze een abstract gegeven is. Ook is uit zijn werk op te maken dat hij denken en bestaan als twee verschillende dingen ziet. Kierkegaard vindt namelijk dat bestaan niet gedacht, maar geleefd moet worden. Dit betekent volgens hem niet dat de twee niets met elkaar te maken hebben. Bestaan gaat zelfs nauw samen met existentieel denken, het moet ervan doorregen zijn. Kierkegaard geeft in dit opzicht een nieuwe betekenis aan Hegels term "synthese". Beter is het daarom misschien te spreken van het Deense begrip "Sammensætning". Het "krachtens het absurde" krijgt hier zijn beslag. De waarheid is een samen-stelling van onverbindbaarheden, die desondanks zijn samen-gesteld. Het geloof krachtens het absurde is dan ook de diepste werkelijkheid en volgens Johannes de Silentio hoogst haalbare voor een mens. Het geloof is echter niet door de mens zelf te bewerken. God zelf moet daar als instantie bij.
Kierkegaard stelt taal ook gelijk aan mogelijkheid en toekomst: door iets te verwoorden legt men de mogelijkheid ervan vast. Taal als orgaan van possibiliteit. In die zin is taal de noodzakelijke voorwaarde tot zelfverwezenlijking.
Mensen besteden volgens Kierkegaard hun leven aan onbeduidende gedachten (zoals: "Zit mijn haar wel goed?") en zinloze ondernemingen (zoals: 'het doen van 'leuke dingen'"). Dit keurt hij ten zeerste af; hij denkt dat de mens is opgebouwd uit allemaal subjectieve waarheden. Als men deze ontdekt, wordt het leven echter en dieper.
Werkelijkheid bestaat, vindt Kierkegaard, maar is niet uit te drukken in een taal, omdat we er dan meteen subjectieve, abstracte waarden aan verbinden.

## Pseudonieme auteurs
Kierkegaard maakte met een welbepaald doel gebruik van pseudonieme auteurs. Hij zag in dat, om een verandering in een persoon teweeg te brengen, directe communicatie niet volstond. Het is immers de persoon zelf die zichzelf en zijn leven moet transformeren. De beste methode om dit te bereiken is indirecte communicatie: de communicator biedt verschillende opties aan, en moet zichzelf trachten te reduceren tot niets, tot iets puur objectiefs. Daarom roept Kierkegaard een aantal pseudonieme auteurs in het leven die verschillende standpunten of levensopvattingen (de Deense term is "Livs-Ankuelse") verdedigen. Door deze verschillende levensvisies te presenteren aan de lezer, kan deze zelf een keuze maken. Met andere woorden: de pseudonieme auteurs scheppen 'mogelijkheden' die de lezer kan onderzoeken. Nergens in zijn geschriften geeft Kierkegaard echter argumenten waarom de ene leefwijze boven de andere te verkiezen zou zijn. Zijn pseudonieme geschriften zijn indirecte communicaties die de lezer verschillende mogelijkheden aanreiken. Hij kiest niet voor de lezer, en formuleert ook geen conclusies. Kierkegaard vergelijkt de pseudonieme werken met spiegels waarin de lezer zichzelf ziet:
Kierkegaard maakte met een welbepaald doel gebruik van pseudonieme auteurs. Hij zag in dat, om een verandering in een persoon teweeg te brengen, directe communicatie niet volstond. Het is immers de persoon zelf die zichzelf en zijn leven moet transformeren. De beste methode om dit te bereiken is indirecte communicatie: de communicator biedt verschillende opties aan, en moet zichzelf trachten te reduceren tot niets, tot iets puur objectiefs. Daarom roept Kierkegaard een aantal pseudonieme auteurs in het leven die verschillende standpunten of levensopvattingen (de Deense term is "Livs-Ankuelse") verdedigen. Door deze verschillende levensvisies te presenteren aan de lezer, kan deze zelf een keuze maken. Met andere woorden: de pseudonieme auteurs scheppen 'mogelijkheden' die de lezer kan onderzoeken. Nergens in zijn geschriften geeft Kierkegaard echter argumenten waarom de ene leefwijze boven de andere te verkiezen zou zijn. Zijn pseudonieme geschriften zijn indirecte communicaties die de lezer verschillende mogelijkheden aanreiken. Hij kiest niet voor de lezer, en formuleert ook geen conclusies. Kierkegaard vergelijkt de pseudonieme werken met spiegels waarin de lezer zichzelf ziet:
Zulke werken zijn spiegels: wanneer een aap erin kijkt, kijkt er geen apostel terug— Stadia op de levensweg
Enkele pseudonieme auteurs waar Kierkegaard zich van bediende:
- Johannes de Silentio
- Johannes Climacus
- Anti-Climacus
- Victor Eremita
- Hilarius Bogbinder
- Frater Taciturnus
- Vigilius Haufniensis
- Constantin Constantius
- rechter Wilhelm
- Het individu (Kierkegaard wilde dit op zijn grafsteen laten zetten[7], deze wens werd niet vervuld)

## Cultuurkritiek

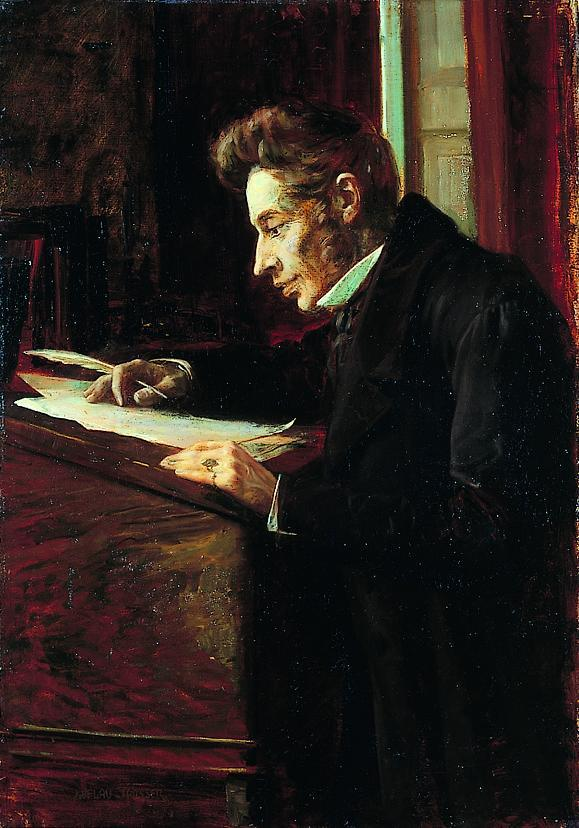
Kierkegaard aan zijn bureau, door Luplau Janssen, eerste helft 19e eeuw

Kierkegaard was een sterk polemisch denker die zijn polemiek richtte op de geesteshouding en de beknellende verbanden en ideeën van zijn tijdgenoten. Zijn kritiek gold met name het systeemdenken in de filosofie en de wetenschap van zijn tijd. Sinds René Descartes was het denken als systeem tot iets absoluuts verheven. Hij was het die de aanzet had gegeven tot de moord op de subjectiviteit. Alles werd (manipuleerbaar) object, ook voor de wetenschap. Ook Immanuel Kants onvoorwaardelijk vertrouwen in de rede om de mens te leiden betekende voor Kierkegaard een reductie van het werkelijke leven. Kierkegaard voorzag een toenemende invloed van de politiek en de natuurwetenschap op het alledaagse leven, met als gevolg een verlies van vrijheid en zingeving voor het individu. In dagboekaantekeningen uit 1846 schrijft hij: "Al het verderf zal uiteindelijk van de natuurwetenschappen komen". In een rationalistische tijd waarin ook de mens tot object wordt herleid, is er geen tijd meer voor reflectie en ontbreekt volgens Kierkegaard de hartstocht die het denken en het handelen tot een eenheid maakt. Het tegengif om aan deze beknellende rationalisering en objectivering te ontkomen formuleert hij als zijn drie niveaus van existentie (zie hoger).

## Dagboeken
Kierkegaards dagboeken en aantekeningen zijn een van de belangrijkste bronnen voor het begrijpen van zijn filosofie. Kierkegaard schreef vanaf 1834 meer dan 7000 pagina's met mijmeringen over actuele gebeurtenissen, zijn werk en dagelijkse beslommeringen. De gehele collectie van de Deense "Journalen" werd bewerkt en gepubliceerd in 13 delen, bestaande uit 25 afzonderlijke bindingen, indexen inbegrepen. Veel van de aforismen die van hem worden geciteerd komen uit deze dagboeken.

## Receptie en invloed
Hoewel de receptie van Kierkegaards werk aanvankelijk min of meer beperkt bleef tot Scandinavië, is zijn filosofie ondertussen wel internationaal bekend geworden. Naarmate zijn geschriften werden vertaald in verschillende talen, verspreidde zijn reputatie zich tot ver buiten zijn geboorteland Denemarken. Begin 20e eeuw werden de belangrijkste werken van Kierkegaard en zijn dagboeken vertaald in het Duits, in de jaren 1930 gevolgd door de eerste academische Engelse vertalingen. Vandaag de dag zijn de verzamelde werken van Kierkegaard beschikbaar in alle belangrijke talen. In de laatste jaren van zijn leven werd hij in Scandinavië vooral berucht als de filosoof die de Deense Volkskerk had aangevallen. Later werden veel andere aspecten van zijn werk het voorwerp van ernstig wetenschappelijk onderzoek tot ver buiten de Noordelijke landen. Verschillende filosofische en religieuze bewegingen baseerden zich op zijn denkbeelden. Filosofen en theologen die werden beïnvloed door Kierkegaard waren onder meer Simone de Beauvoir, Albert Camus, Martin Heidegger, Karl Jaspers, Gabriel Marcel, Maurice Merleau-Ponty en Jean-Paul Sartre. Ludwig Wittgenstein was diep onder de indruk van Kierkegaards filosofie en Karl Popper noemde hem de grote hervormer van de christelijke ethiek.

## Nederlandse vertalingen (selectie)
- Over het begrip ironie. (vert. Willem Breeuwer, inl. Wim R. Scholtens). Boom, Amsterdam /Meppel, 1995.
- De onmiddellijke erotische stadia of het muzikaal-erotische. Over Mozarts Don Giovanni. (vert. Renée Vink, inl. Etty Mulder). Plantage/G en S, Leiden, 1991.
- Of/Of. Een levensfragment. Uitgegeven door Victor Eremita (vert./ann. Jan Marquart Scholtz). Boom, Amsterdam, 2000.
- Vrees en Beven. (vert./inl./verkl. W.R. Scholtens). Ten Have, Baarn, 1983.
- Wijsgerige kruimels & Het begrip Angst. (vert./inl./aantek. J. Sperna Weiland). Ambo, Baarn, 1995.
- Stadia op de levensweg I, II. (vert. Jan Marquart Scholtz, inl. W.R. Scholtens). Meulenhoff, Amsterdam, 1987
- Denken en zijn: Afsluitend onwetenschappelijk naschrift (Hfst. II); Een literaire bespreking. (vert. Gerard Rasch, inl./ann. Teddy Petersen). Boom, Meppel/Amsterdam, 1982.
- Daden van liefde. (vert./verkl. Maria Veltman, inl. Michael B. Abbott). Garant, Leuven/Apeldoorn, 1993.
- Oefening in Christendom. (vert./inl. P.Th. van Reenen). Bijleveld, Utrecht, 1981.
- De ziekte tot de dood: een christelijk psychologische uiteenzetting tot opbouwing en opwekking. (vert. Lineke Buijs, Andries J. Visser). Boom, Amsterdam, 2008.
- Een kennismaking door een keuze uit dagboeken, brieven en werken. (samenst./inl./ toel. Maria Veltman). Kok, Kampen, 1987.
- Afsluitend onwetenschappelijk naschrift. (vert. Jan Marquart Scholtz, Karl Verstrynge, Paul Cruysberghs). Damon, 2021.